# Stenochironomus annettae
Stenochironomus annettae är en tvåvingeart som beskrevs av Art Borkent 1984. Stenochironomus annettae ingår i släktet Stenochironomus och familjen fjädermyggor.
Artens utbredningsområde är Texas. Inga underarter finns listade i Catalogue of Life.